# Kloster San Martino di Bocci
Kloster San Martino di Bocci (Valserena, S. Martin de’Bocci; lat. Abbatia Valserena vel Abbatia Paradigna) war eine Zisterzienserabtei in der Emilia-Romagna, Italien. Das Kloster, das auch unter der falschen Bezeichnung Certosa di Parma bekannt ist und Gegenstand des bekannten Romans Die Kartause von Parma von Stendhal war, darf nicht mit dem Trappistinnenkloster Valserena in Guardistallo (Provinz Pisa) verwechselt werden. Es liegt rund 6 km nördlich von Parma in der gleichnamigen Provinz im Stadtteil Paradigna in der Nähe der Straße nach Colorno.

## Geschichte
Die Stiftung erfolgte 1298 durch den Kardinalbischof von Sabina Gerardo Bianchi, der das Kloster im Folgejahr auch mit Gütern ausstattete, mit Erlaubnis des Papstes Bonifaz VIII.; jedoch erfolgte die Besiedelung durch den Gründungskonvent aus Kloster Chiaravalle della Colomba erst einige Zeit später, spätestens 1303. Damit gehörte das Kloster der Filiation der Primarabtei Clairvaux an. Das Kloster wurde im Ordensstil errichtet. Eine Weihe der Kirche fand 1385 statt. 1497 schloss es sich der italienischen Zisterzienserkongregation an, kam aber 1786 mit den beiden anderen Klöstern des Herzogtums Parma und Piacenza, Chiaravalle della Colomba und Kloster Quartazzola oder Ponte Trebbia, zur römischen Kongregation. Zu dieser Zeit zählte es, verursacht durch die gegen 1496 eingeführte Kommende, kaum 10 Mönche. In der napoleonischen Zeit kam 1810 das Ende des Klosters. In der Kirche wurde eine Konservenfabrik für Tomaten eingerichtet, der Kreuzgang ist verschwunden, und der Kapitelsaal wurde zum Kornspeicher, der Rest der Gebäude in Wohnungen umgewandelt. 1964 wurde die Kirche vom Staat übernommen. Heute ist die Abtei ein Studien- und Archivzentrum der Universität Parma.

## Anlage und Bauten
Das Kloster wurde in den gotischen Formen des frühen 14. Jahrhunderts im Stil der Zisterzienseranlagen (kreuzförmige Basilika mit Querschiff, achteckigem Vierungsturm und rechteckigem Chor mit Fresken von Baglione) errichtet. Die Klausur liegt südlich (rechts) von der Kirche. Die Anlage wurde im Stil des Rokoko und des Empire verändert.